# 왕휘 (화가)
왕휘(王翬, 1632년 ~ 1717년)는 중국 청나라의 화가이다. 명나라 말기부터 청나라 초에 걸쳐서 산수화에 가장 뛰어난 화가이다. 그는 왕감의 눈에 들어 그의 제자가 되었으며, 후에 왕시민에게 그림을 배워 오히려 스승을 능가하는 화가가 되었다. 강희제의 명으로 그림을 그린 일도 있으며, 후에 '우산파'의 시조로 일컬어지게 되었다.

## 주요 작품

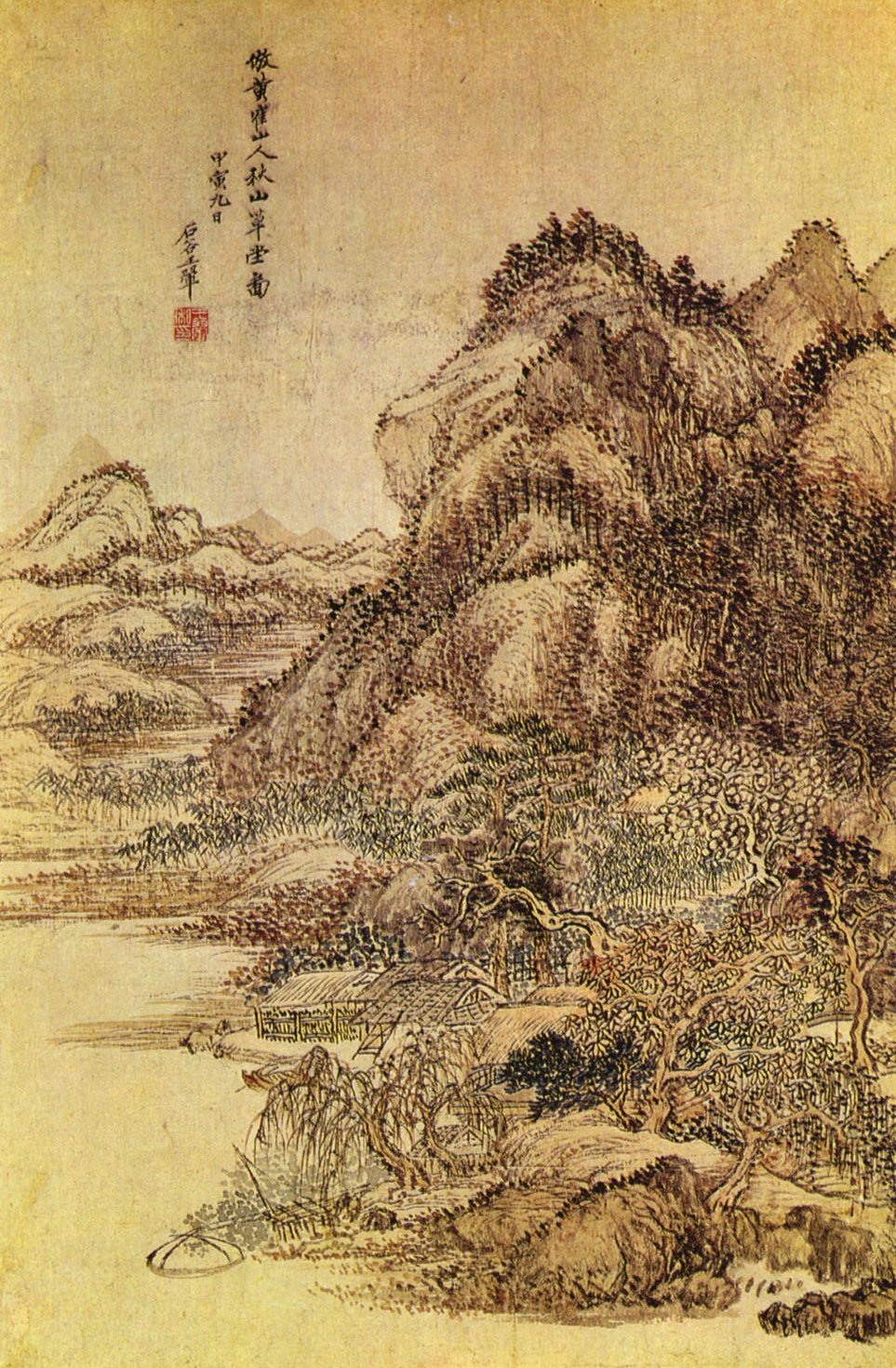
Hut in the Autumn Rain
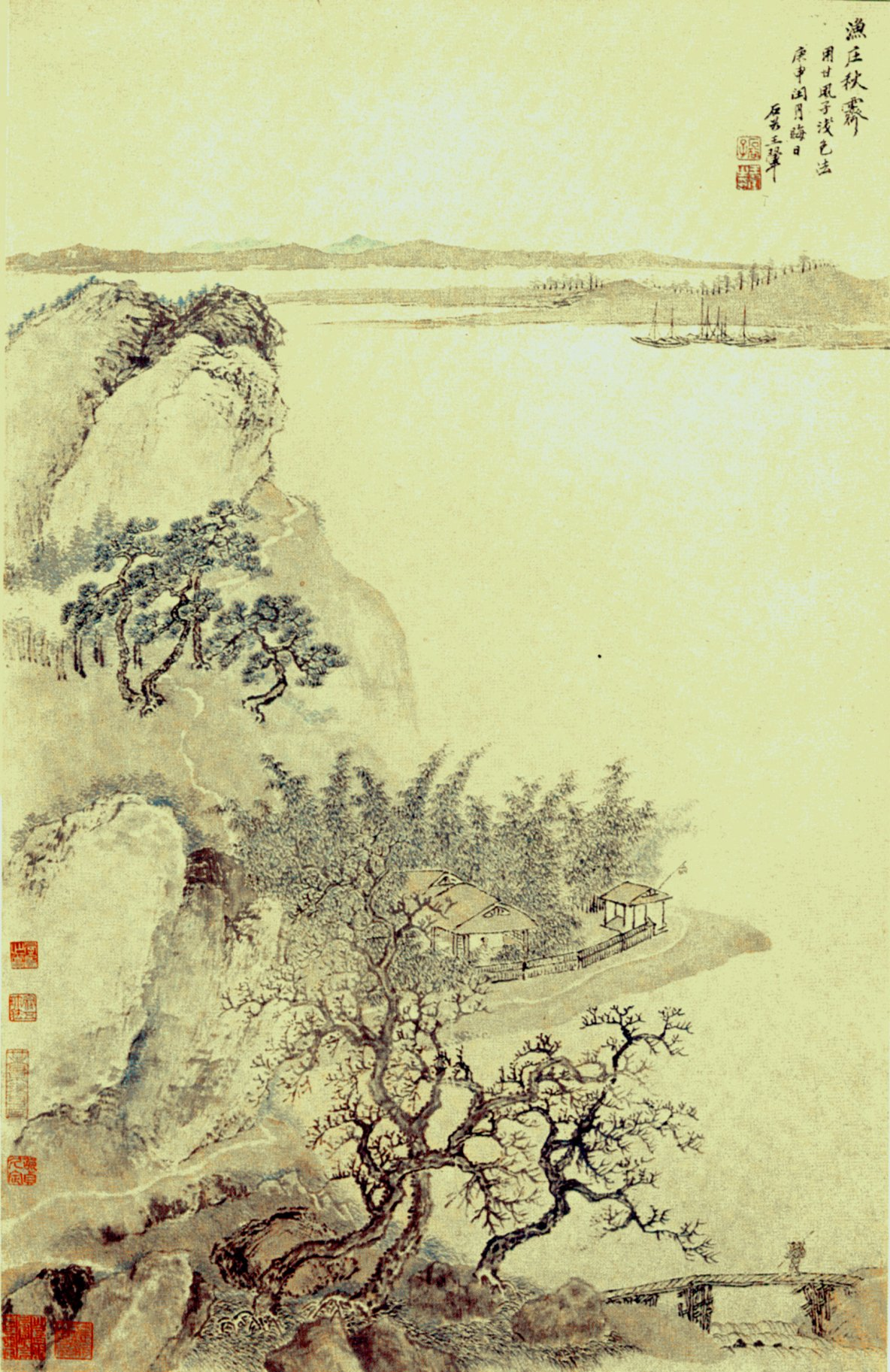
Clearing Autumn Sky over a Fishing Village
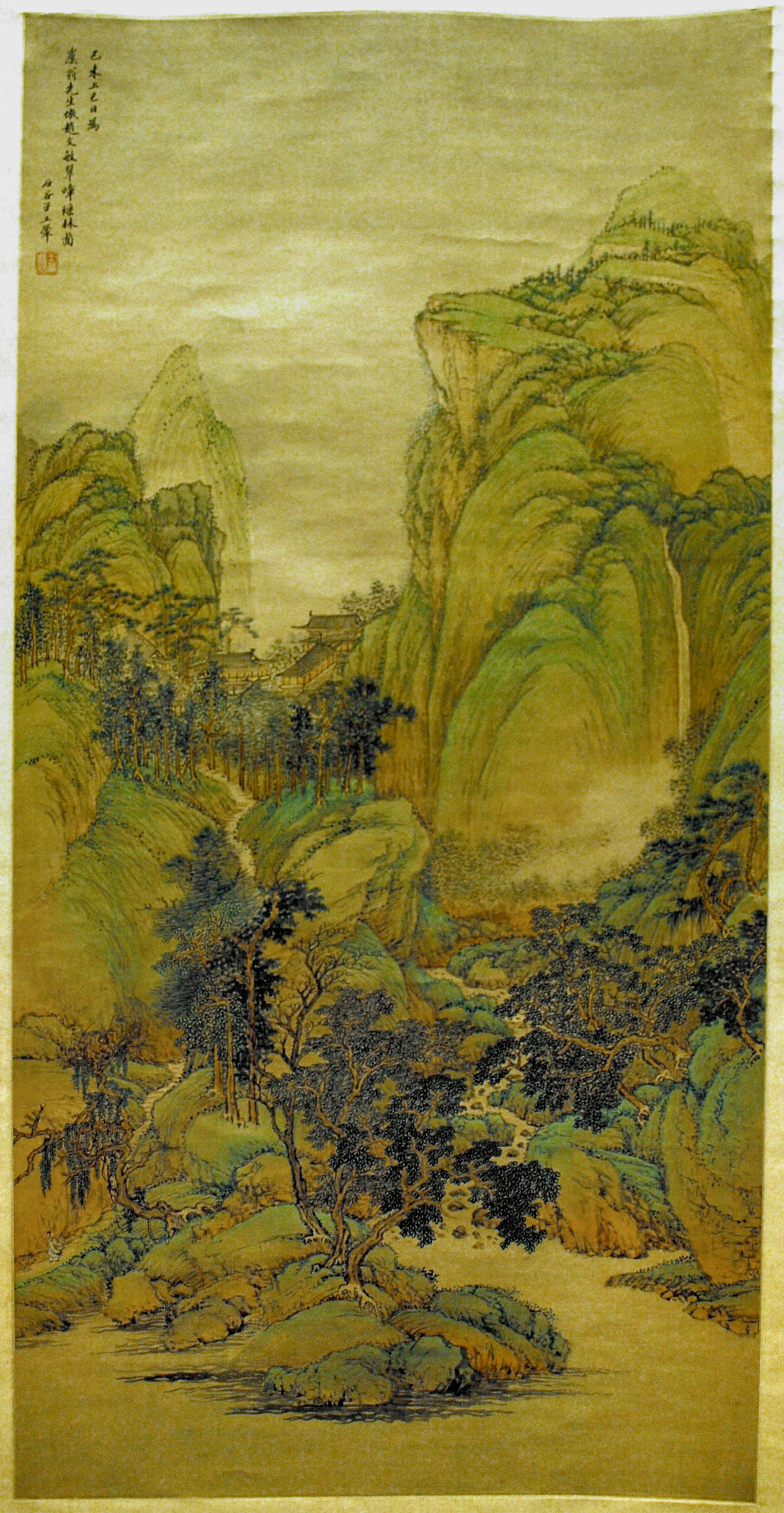
The Beauty of Green Mountains and Rivers
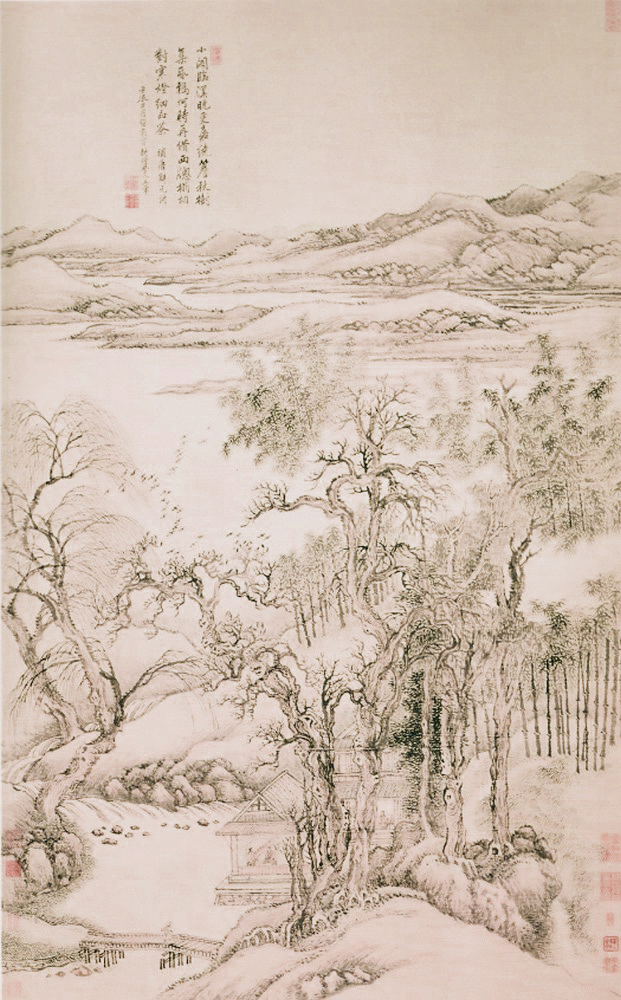
Tree in Autumn and Crows

## 참고 자료
- 이 문서에는 다음커뮤니케이션(현 카카오)에서 GFDL 또는 CC-SA 라이선스로 배포한 글로벌 세계대백과사전의 내용을 기초로 작성된 글이 포함되어 있습니다.